# أندرسون ماتشادو
أندرسون ماتشادو (بالإسبانية: Anderson Machado) هو لاعب كرة قاعدة فنزويلي، ولد في 25 يناير 1981 في كاراكاس في فنزويلا.

## وصلات خارجية
- أندرسون ماتشادو على موقع دوري كرة القاعدة الرئيسي (الإنجليزية)
- أندرسون ماتشادو على موقعبيزبول رفرنس.كوم (الدوري الرئيسي) (الإنجليزية)
- أندرسون ماتشادو على موقعبيزبول رفرنس.كوم (الدوري الثانوي) (الإنجليزية)
- أندرسون ماتشادو على موقع إي إس بي إن.كوم (أم.أل.بي) (الإنجليزية)
- أندرسون ماتشادو على موقع مشجعي الرسوم البيانية (الإنجليزية)